# NGC 4800
NGC 4800 في الفهرس العام الجديد، هي مجرة، تقع في كوكبة السلوقيان. اكتشفت في 1 أبريل 1788 بواسطة ويليام هيرشل.

## روابط خارجية
- NGC 4800 على موقع ويكي سكاي: DSS2, SDSS, GALEX, IRAS, Hydrogen α, X-Ray, Astrophoto, Sky Map, Articles and images